# بدر البذالي
بدر غريد سعوي راشد البذالي ولد في الكويت في 6 مايو عام 1972 شارك في الانتخابات البرلمانية السادسة عشر 2012 في تاريخ الكويت ، والتي أجريت في يوم 1 ديسمبر 2012 ، وفاز بعضوية مجلس الامة الكويتي ( ديسمبر 2012 ) المبطل بحكم المحكمة الدستورية الكويتية ، عن الدائرة الثانية بعدد اصوات
(1919) وحصل علي المركز الرابع.

## نبذة
درس في مدارس الكويت وتحصل على الشهادة الجامعية في الحقوق والقانون ، وبعدها عمل كمحامي ومن ثم عمل في وزارة الداخلية الكويتية حتى شغل منصب رئيس تحقيق بدرجة وكيل وزارة مساعد، وبعدها استقال وترشح في انتخابات مجلس الأمة الكويتي في الأول من ديسمبر 2012 ، واستمر بالعمل النيابي حتى أُبطل مجلس الأمة بحكم المحكمة الدستورية الكويتية ، وعاد للعمل كمحامي ورجل أعمال في الكويت وخارج الكويت.

## مواقفه في مجلس الأمة
| الكتل                                          | مستقل     |
| اللجان                                         | المستقلون |
| إحالة استجواب احمد الحمود إلى التشريعية (2013) | موافق     |
| المداولة الأولى لإسقاط الفوائد (2013)          | موافق     |
| التصويت على مرسوم الصوت الواحد (2013)          | موافق     |
| تأجيل استجواب الأذينة (2013)                   | موافق     |
| قانون مكافحة الإرهاب وغسل الأموال (2013)       | موافق     |